# Predictor@home

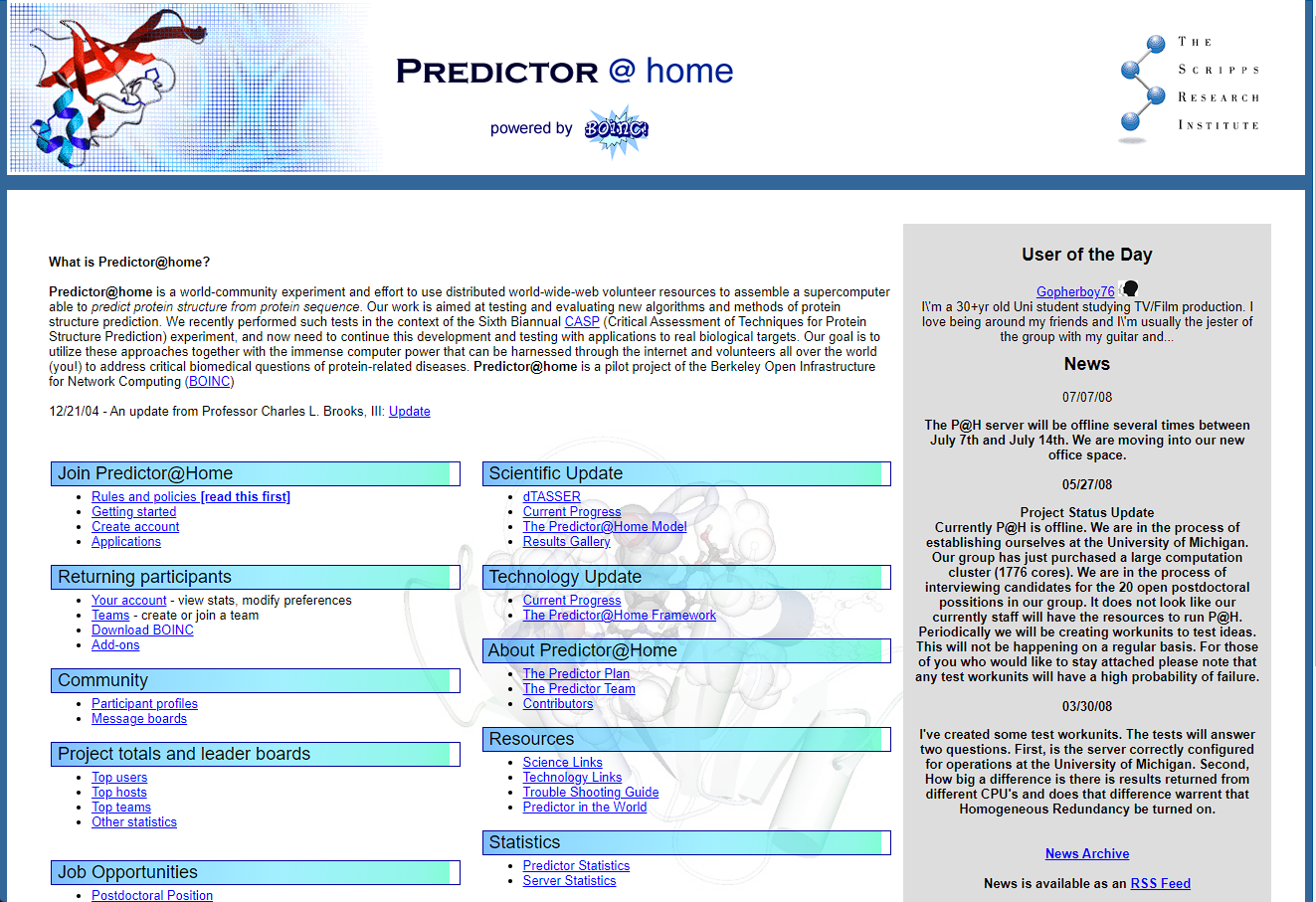
Strona internetowa projektu Predictor@home

Predictor@home – projekt przetwarzania rozproszonego. Został stworzony i przystosowany specjalnie dla platformy BOINC. Jest drugim oficjalnie uruchomionym projektem, wykorzystującym Berkeley Open Infrastructure for Network Computing. 
Celem tego przedsięwzięcia jest ustalanie trójwymiarowej struktury białek, na podstawie sekwencji kodu genetycznego. W założeniach wydaje się to bardzo podobne do projektu Folding@home. Różnica polega na tym, że F@H koncentruje się na badaniu mechanizmów fałdowania się białek, a P@H stara się ustalić ich ostateczną strukturę.